# Національна служба посередництва і примирення
Національна служба посередництва і примирення (НСПП)  — постійно діючий державний орган, створений Президентом України для сприяння врегулюванню колективних трудових спорів (конфліктів), в тому числі, за допомогою медіації.
НСПП утворена відповідно до Закону України "Про порядок вирішення колективних трудових спорів (конфліктів)" (137/98-ВР). У 1998 році затверджено Положення про Національну службу посередництва і примирення. НСПП  фінансується за рахунок коштів Державного бюджету України.
Голова НСПП — Кухнюк Дмитро Володимирович (з 14 вересня 2022 року).

## Компетенція
Повноваження НСПП:
- Реєстрація висунутих працівниками вимог та колективних трудових спорів (конфліктів);
- аналіз вимог, виявлення та узагальнення причин колективних трудових спорів (конфліктів), підготовка пропозицій для їх усунення;
- підготовка посередників та арбітрів, які спеціалізуються на вирішенні колективних трудових спорів (конфліктів);
- формування списків арбітрів та посередників;
- перевірка, в разі необхідності, повноважень представників  сторін колективного трудового спору (конфлікту);
- посередництво у вирішенні колективного трудового спору (конфлікту);
- залучення до участі в примирних процедурах народних депутатів України, представників органів державної влади, місцевого самоврядування.

Національна служба посередництва і примирення та її відділення проводять оцінку відповідності критеріям репрезентативності, підтвердження репрезентативності профспілок,  їх організацій та об`єднань, організацій роботодавців та їх об`єднань для участі в колективних переговорах з укладення генеральної, галузевих (міжгалузевих), територіальних угод, обрання (делегування) представників до тристоронніх або двосторонніх органів соціального діалогу, участі в міжнародних заходах.
Національна служба посередництва і примирення та її відділення за результатами оцінки відповідності критеріям репрезентативності і підтвердження репрезентативності приймають відповідні рішення згідно із Законом України "Про соціальний діалог в Україні" і ведуть реєстр суб`єктів сторони профспілок та сторони роботодавців.

## Структура
НСПП очолює голова, який призначається на посаду і звільняється з посади Президентом України. 
НСПП має центральний апарат та відділення в областях України. У центральному апараті є:
- Відділ стратегічного планування та аналітичного забезпечення;
- Відділ управління персоналом та діловодства;
- Сектор документообігу Відділу управління персоналом та діловодства;
- Відділ правового забезпечення;
- Відділ фінансів, бухгалтерського обліку і звітності та матеріального забезпечення;
- Відділ цифрового розвитку та стратегічних комунікацій;
- Головний спеціаліст з питань запобігання та виявлення корупції;
- Головний спеціаліст з питань забезпечення діяльності голови НСПП.

## Керівники
- Руденко Василь Миколайович — від 1 лютого 1999[5] до 31 жовтня 2006[6]
- Окіс Олександр Ярославович — від 31 жовтня 2006[7] до 14 вересня 2022[8]
- Кухнюк Дмитро Володимирович — від з 14 вересня 2022 року)[9]